# Corvina veronese
Pour les articles homonymes, voir Véronèse (homonymie).
La corvina veronese  est un cépage italien de raisins noirs.

## Origine et répartition géographique
Le cépage Corvina veronese est d'origine inconnue mais il est diffusé depuis longtemps en Italie du nord.
Il est classé cépage d'appoint en DOC Bardolino, Colli di Parma, Colli di Scandiano e di Canossa, Colli Piacentini,  Garda, Oltrepò pavese, San Colombano al Lambro et Valpolicella.
Il est classé recommandé dans la province de Brescia en Lombardie et dans la province de Vérone en Vénétie. En 1998, sa culture couvrait une superficie de 4 498 ha.

## Caractères ampélographiques
- Extrémité du jeune rameau cotonneux, blanc à pointe rosée.
- Jeunes feuilles duveteuses, vert jaunâtre légèrement cuivrées.
- Feuilles adultes,  à 5 lobes avec des sinus supérieurs très profonds,  un sinus pétiolaire en lyre à bords superposés, des dents anguleuses, étroites,  un limbe glabre.

## Aptitudes culturales
La maturité est de troisième époque : 30  jours après le chasselas.

## Potentiel technologique
Les grappes et les baies sont de taille moyenne à grande. La grappe est tronconique, ailée, compacte. Le cépage est de bonne vigueur. La corvina veronese préfère une taille mi-longue donnant ainsi une production abondante et constante.  

## Synonymes
La corvina veronese  est connu sous les noms de corvina, corvina nera, cruina . (corbina par erreur, voir corbina Vicentina)